# Municipio de Butte Valley
El municipio de Butte Valley (en inglés, Butte Valley Township) es un municipio del condado de Benson, Dakota del Norte, Estados Unidos. Tiene una población estimada, a mediados de 2023, de 40 habitantes.
Abarca una zona exclusivamente rural.

## Geografía
Está ubicado en las coordenadas 48°08′22″N 99°29′56″O / 48.13944, -99.49889 (48.139482, -99.498785). Según la Oficina del Censo, tiene una superficie total de 93.12 km², de los cuales 91.45 km² corresponden a tierra firme y 1.67 km² están cubiertos de agua.

## Demografía
Según el censo de 2020, en ese momento había 50 personas residiendo en la zona. La densidad de población era de 0.55 hab./km². El 96.00  de los habitantes eran blancos, el 2.00  era afroamericano y el 2.00 % era de una mezcla de razas. Del total de la población, el 2.00 % era hispano o latino.